# Naistekivimaa
Naistekivimaa är en ö i Estland.   Den ligger i landskapet Saaremaa (Ösel), i den västra delen av landet, 210 km sydväst om huvudstaden Tallinn.